# 蕭敬騰同名世界巡迴演唱會 2012台北站
《蕭敬騰同名世界巡迴演唱會 2012台北站》是蕭敬騰的第三張演唱會現場實況影音專輯，2013年3月21日由華納音樂發行。內容收錄了其個人第二次世界巡迴演唱會「蕭敬騰同名世界巡迴演唱會－【有一種精神叫蕭敬騰】」2012年2月11日及2月12日台北小巨蛋場的演出，分成「DVD重現版」以及「USB+DVD影音限定版」兩種版本，其中「JAM LIVE限量搖滾USB」以演唱會開場火紅鬥牛士造型延伸設計，內含演唱會高音質音檔以及演唱會桌布。

## 曲目
1. 狂想曲
2. 白蛇傳
3. 離開地球表面
4. 征服
5. 會痛的石頭
6. 怎麼說我不愛你
7. 原諒我
8. 一輩子存在
9. 好想對你說
10. Say a Lil Something
11. 親密愛人
12. 寂寞還是你
13. 疼愛
14. 小男人大男孩
15. 青蘋果樂園
16. 一支獨秀
17. 嗶嗶嗶
18. 喇舌
19. 眉飛色舞
20. 愛遊戲
21. 海芋戀
22. 阿飛的小蝴蝶
23. 信仰
24. 收藏
25. 只能想念你
26. 新不了情
27. 王子的新衣
28. 你
29. 倒帶
30. 王妃

## 發行版本
| 發行日期      | 版本                                               | 專輯資訊 |
| ------------- | -------------------------------------------------- | -------- |
| 2013年3月21日 | 《蕭敬騰同名世界巡迴演唱會 2012台北站 影音限定版》 | USB+DVD  |
| 2013年3月21日 | 《蕭敬騰同名世界巡迴演唱會 2012台北站 LIVE重現版》 | LIVE DVD |

## 宣傳活動

### 擊掌簽名會
- 2013年3月31日 台北 西門町聯合醫院廣場

## 銷售記錄

### 台灣
- G-music

影音榜週冠軍（页面存档备份，存于）
- 五大金榜

影音榜週冠軍

## 外部連結
- 華納線上音樂雜誌 （页面存档备份，存于）
- 占士邦－蕭敬騰官方網站